# Sint-Pieterskerk (Saive)

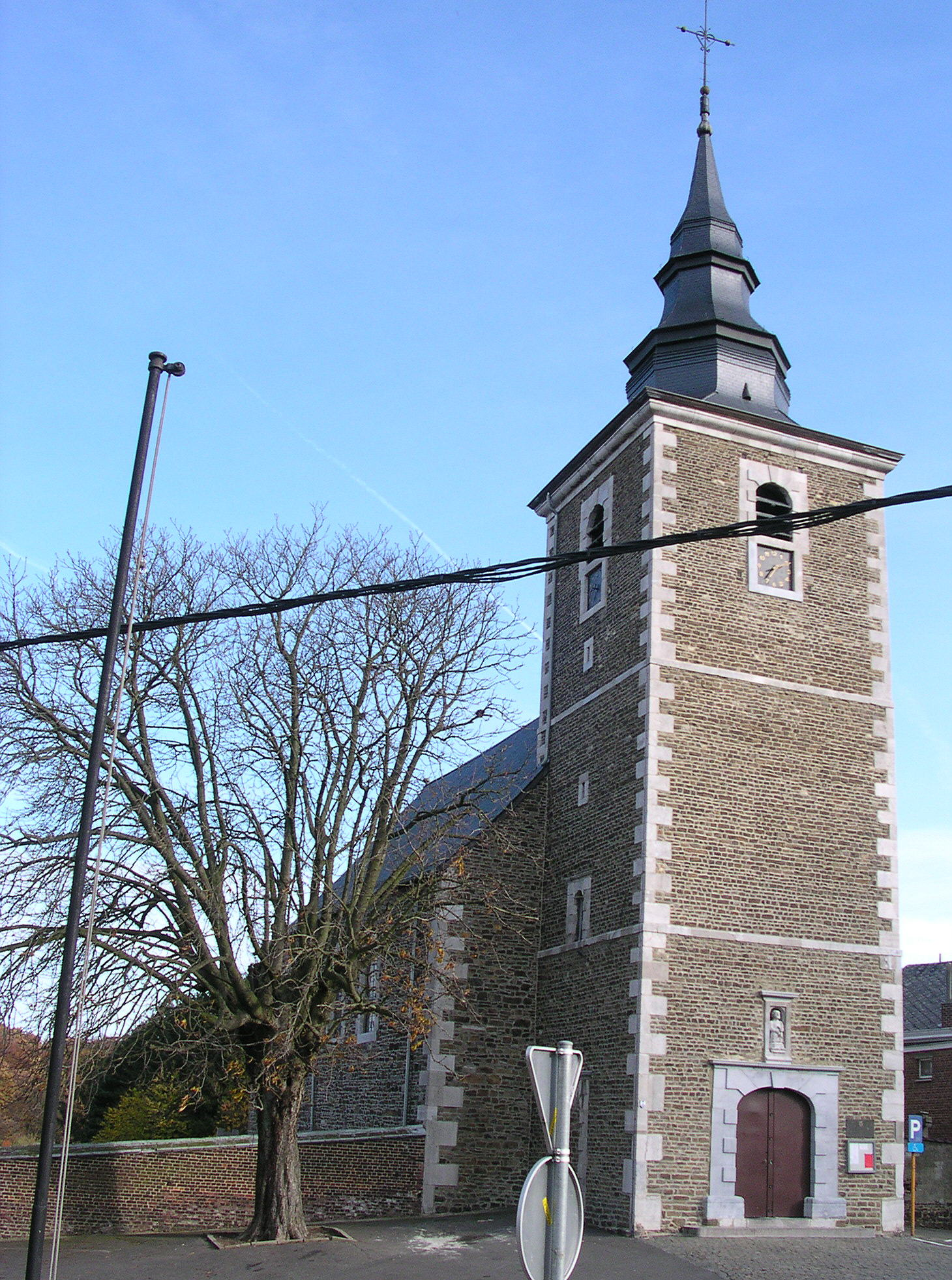
Sint-Pieterskerk

De Sint-Pieterskerk (Église Saint-Pierre) is de parochiekerk van de tot de Belgische gemeente Blegny behorende plaats Saive, gelegen aan de Rue Mosty.
Deze kerk werd omstreeks 1700 gebouwd in classicitische stijl. De kerk vormt een architecturale eenheid.

## Gebouw
Het betreft een eenbeukige kerk met een versmald en verlaagd, driezijdig afgesloten koor. Het schip is opgetrokken in zandsteenblokken met kalksteen voor de omlijstingen en hoekbanden. De vierkante voorgebouwde toren is van 1741 en uitgevoerd in baksteen met kalksteen voor de omlijstingen en hoekbanmden. De drie verdiepingen van de toren zijn met kalksteen afgezet. De toren heeft een elegante, met leien bedekte spits. Boven de ingang bevindt zich in een nis, een merkwaardig gebeeldhouwd beeld van Sint-Petrus.

## Interieur
De altaren zijn van 1682, 1700 en 1719; de biechtstoel is van begin 18e eeuw in Lodewijk XIV-stijl; het doksaal en de orgelkast zijn eind-18e-eeuws in Lodewijk XVI-stijl; het doopvont, met marmeren voet, is in Lodewijk XIV-stijl; er zijn gepolychromeerd houten beelden van de heilige Brigida, van omstreeks 1700; van de heilige Barbara, de heilige Catharina en Sint-Hubertus uit het begin van de 18e eeuw. In de kerk bevinden zich vier 17e-eeuwse grafzerken. Buiten de kerk zijn enkele grafkruisen van de 16e en 17e eeuw.